# Liu Shilan
Dans ce nom chinois, le nom de famille, Liu, précède le nom personnel.
Liu Shilan est une joueuse d'échecs chinoise née le 24 janvier 1962, qui fut sept fois championne de Chine et candidate au championnat du monde féminin en 1982.

## Biographie et carrière
Liu Shilan remporta le championnat de Chine d'échecs de 1979 à 1981 et de 1983 à 1986.
Elle participa à trois reprises aux tournois interzonaux féminins :
- en  1982 à Tbilissi où elle finit troisième et se qualifia pour le tournoi des candidates au championnat du monde féminin ;
- en 1985 à Jeleznovodsk où elle fut 14e sur seize joueuses ;
- en 1987, à Tuzla où elle finit dixième sur dix-huit joueuses.

Lors du tournoi des candidates de 1983 à Velden en Autriche, elle fut éliminée en quart de finale par Nana Iosseliani.
Liu Shilan a représenté la Chine lors de cinq olympiades féminines de 1980 à 1988, jouant à chaque fois au premier échiquier et remportant deux médailles individuelles en 1986 (la Chine finit quatrième de la compétition).
En novembre 2016, elle finit troisième du championnat du monde féminin senior (plus de 50 ans) à Marianske Lazne (Marienbad).